# Niet voor het laatst
Niet voor het laatst is een album van Rob de Nijs uit 2017. Voor het eerst sinds zijn scheiding van Belinda Meuldijk (2005) leverde Meuldijk weer de meeste teksten voor dit album. Daarnaast zijn er bijdragen van Spinvis, Daniël Lohues, Paskal Jakobsen, Jan Rot en Frederique Spigt. De singles Morgen kom je terug en De wereld op zijn duim waren bescheiden hits in Vlaanderen.
In maart 2020 was De Nijs sinds lange tijd weer op tv. Hij had een paar maanden eerder bekendgemaakt te lijden aan de ziekte van Parkinson. Vanwege de coronacrisis zong hij in een lege studio zonder publiek twee stukken van het album Niet voor het laatst en Zwanenmeer. Het album en de titelsong bereikten de nummer 1-positie in de iTunes-hitlijsten.